# 深側頭神経
顔面神経は、運動神経・副交感神経・味覚神経を持ち、内耳孔から顔面神経管へ入る。
副交感神経と味覚神経は2本に分かれ、1本は大錐体神経となり翼突管へ、もう1本は錐体鼓室裂より出て鼓索神経となり舌へ行く。一方、運動神経はほとんどが茎乳突孔から出て、耳下腺神経叢(側頭筋枝・胸骨枝・胸筋枝・下顎縁枝・頚枝)・二腹筋枝・茎突舌骨筋枝・後耳介神経となる。アブミ骨筋枝は顔面神経管の途中から抜ける。